# Jordan Kilganon
Jordan Kilganon é um enterrador canadense, ele ganha a vida participando de competições de enterradas e de apresentações em diversos eventos. Ele é reconhecido por sua destreza atlética e suas habilidades de enterrada, realizando com maestria movimentos como o 360 Scoop Elbow, o Roundhouse, o Lost And Found e o Scorpion.

## Ensino médio e faculdade
Kilganon graduou-se na École Secondaire du Sacré Coeur, localizada em Sudbury, Ontário. Jordan Kilganon completou seus estudos no Humber College em 2015.

## Carreira de enterradas
Desde os 15 anos, Kilganon começou a compartilhar vídeos no YouTube de suas enterradas. Em 2021, Jordan Kilganon conquistou o título da Dunk League 3, uma competição que reuniu os principais enterradores do mundo, com um prêmio significativo de US$ 50.000.

## Impulsão vertical
Kilganon possui uma impressionante impulsão vertical de 1,27 metros (50 in).